# Sarah Heard
Sarah Heard (ur. 4 października 1983 w Ballarat) – australijska wioślarka.

## Osiągnięcia
- Mistrzostwa Świata – Gifu 2005 – ósemka – 1. miejsce[1].
- Mistrzostwa Świata – Eton 2006 – dwójka bez sternika – 9. miejsce[1].
- Mistrzostwa Świata – Eton 2006 – ósemka – 3. miejsce[1].
- Mistrzostwa Świata – Monachium 2007 – ósemka – 4. miejsce[1].
- Igrzyska Olimpijskie – Pekin 2008 – ósemka – 6. miejsce[1].